# Martin Committee
Martin Committee é um modelo de trompete que foi produzido pela Martin Band Instrument Company, de Elkhart, Indiana. A empresa produzia instrumentos para bandas, incluindo trompetes, cornetas, fluegelhorns, trombones e saxofones desde sua fundação, em 1908, até os anos sessenta. Os trompetes Martin Committee foram os favoritos de muitos jazzistas de prestígio como Miles Davis, Chet Baker, Dizzy Gillespie, Lee Morgan e Maynard Ferguson.
Ainda hoje estão entre os prediletos de muitos trompetistas, sendo muito procurados em sites e lojas de instrumentos usados, podendo alcançar um grande valor.
Os trompetes Martin Committee, quase sempre com a afinação em Bb (há versões em C muito raras), vinham em três calibres: #1 estreito (0,445), #2 médio (0,453) e #3 largo (0,468). Em termos de acabamento, havia as versões comum e deluxe.
O mais comum dos três calibres é o de calibre médio e o mais raro, o estreito. Entretanto, o largo, por sua alta procura (em decorrência da sonoridade) e por ser relativamente raro se comparado ao médio, acaba sendo o de maior valor no mercado.

## História
O trompete Martin Committee foi desenhado no fim da década de 1930 por um comitê de instrumentistas e professores, atendendo a uma encomenda da Martin Band Instrument Company. Desse facto derivou-se o nome do modelo, fazendo referência ao comitê que o criou.
A primeira publicidade do Martin Committee saiu em 1 de Dezembro de 1940, na Down Beat. O comitê era listado na publicação como sendo composto por:
- Fred Berman, conhecido profissional do rádio, provavelmente o trompetista e professor mais requisitado de Boston à época;
- Bunny Berrigan, solista e líder de banda;
- M. Thomas Cousins, da National Symphony Orchestra;
- Dana Garrett, formerly cornet soloist of the Sousa Band - now first trumpet, Capitol Theatre, Washington, D.C.
- Rafael Mendez, artista de Hollywood;
- Jimmy Neilson, regente de banda e professor na Oklahoma City University - um reconhecido trompetista e cornetista;
- Renold Schilke, um dos mais habilidosos artistas nos Estados Unidos, primeiro trompetista da Orquestra Sinfônica de Chicago, posteriormente criador da marca de trompetes Schilke;
- Otto Kurt Schmeisser, antigo integrante das orquestras sinfônicas de Boston e Detroit, posteriormente um professor renomado em Detroit;
- Charlie Spivak, rated "tops" by everybody who knows - now heading his own fine combination.
- Charlie Teagarden, solista e irmão do líder de banda Jack Teagarden.

O instrumento tornou-se amplamente adotado no jazz por causa de seu som quente e rico, além de sua emissão flexível. Possuía um som único que foi descrito como "escuro e esfumaçado".
Miles Davis tocava Committees personalizados, feitos exclusivamente para si, tendo tocado um Committee até o fim de sua carreira. Outros notáveis apreciadores do Committee são Dizzy Gillespie, Clark Terry, Chet Baker, Lee Morgan, Maynard Ferguson, Art Farmer, Wallace Roney e Chris Botti.
Quando a Martin foi comprada pela Leblanc, o Committee original foi descontinuado e foi criado um novo modelo com o mesmo nome, o que acabou por gerar certa confusão. O "novo Committee" foi fabricado até 2007, quando a Martin foi incorporada pela Conn-Selmer, que comprara a Leblanc em 2004.
Os trompetes Martin Committee originais alcançam grandes valores de venda. Os de calibre médio produzidos entre as décadas de 1940 e 1960 frequentemente custam mais de US$ 2000,00 em sites populares de vendas na internet. Já as versões de calibre largo podem chegam a mais de US$ 3000,00. Os mais procurados são os de número de série entre 140.000 a 210.000 (produzidos entre 1944 e 1962)

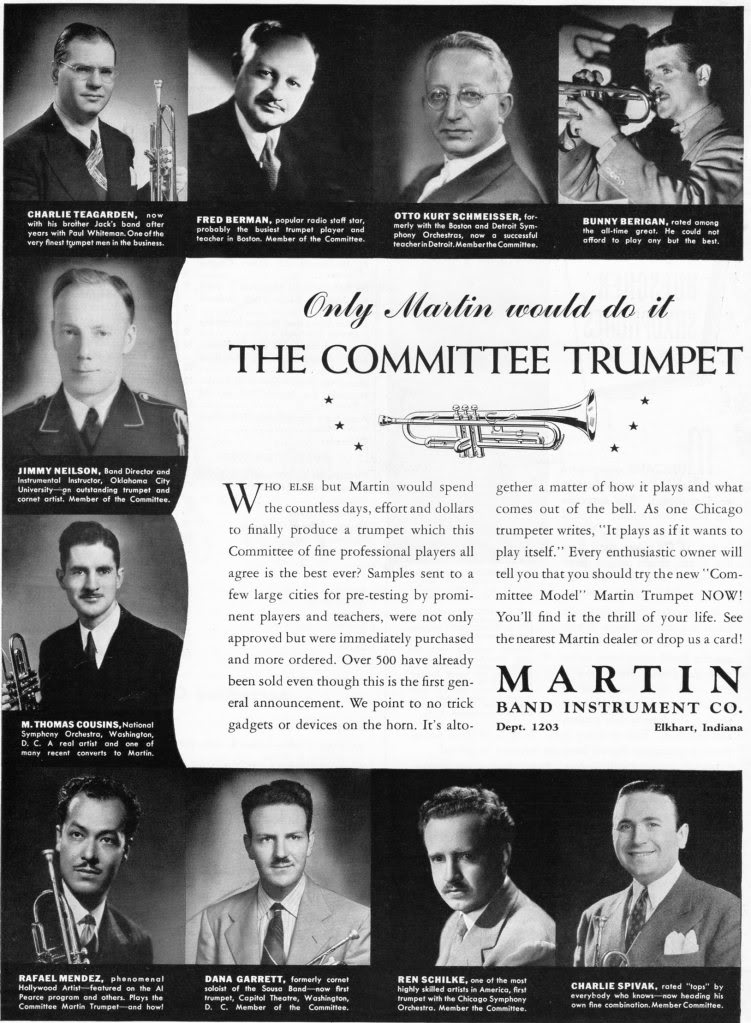
Membros do comitê que teria projetado o instrumento
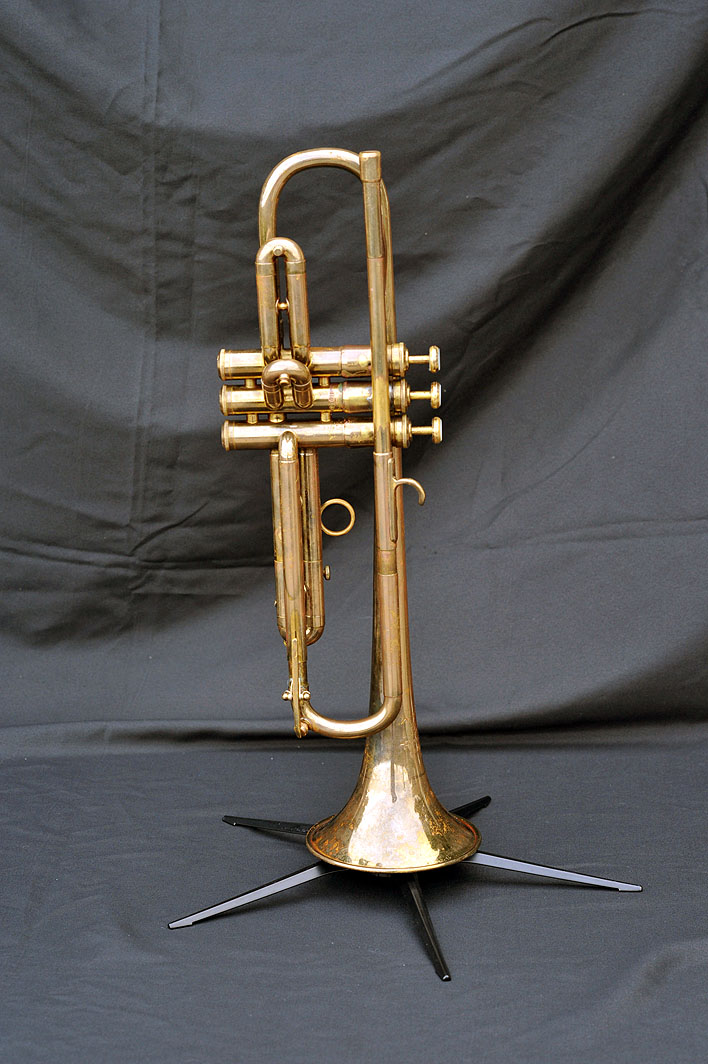
Martin Committee de 1954 em condições originais
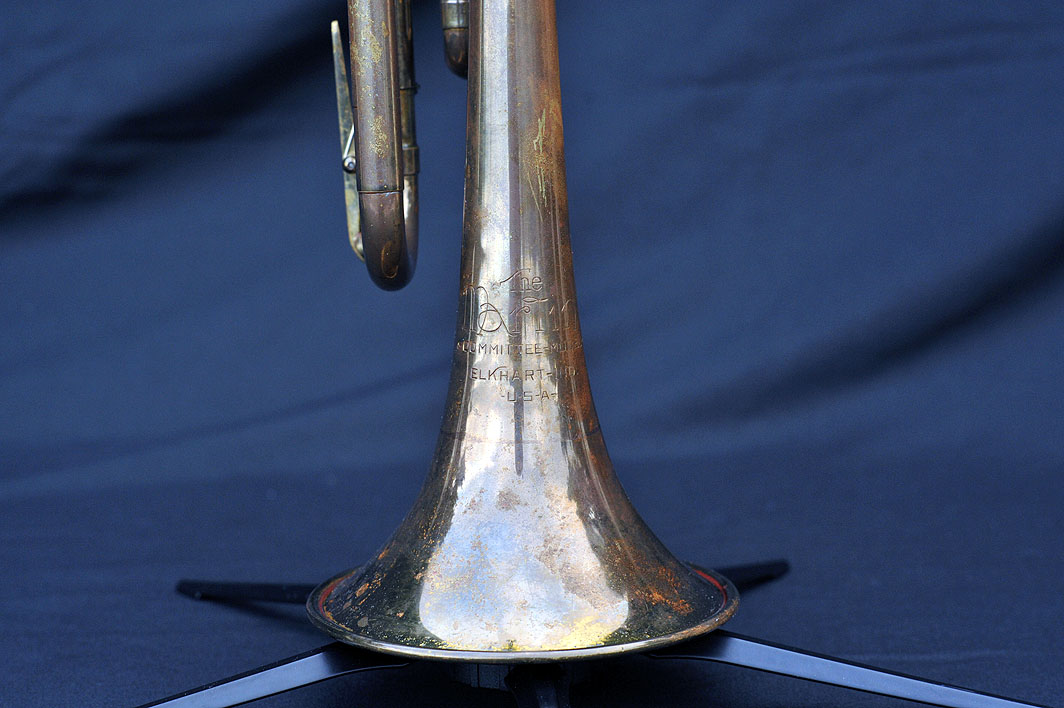
Gravação na campana do Martin Committee